# Базуево (Пермский край)
Базуево — деревня в Гайнском районе Пермского края. Входит в состав Гайнского сельского поселения. Располагается юго-западнее районного центра, посёлка Гайны. Расстояние до районного центра составляет 14 км. По данным Всероссийской переписи населения 2010 года, в деревне проживало 26 человек (16 мужчин и 10 женщин).

## История
До Октябрьской революции населённый пункт Базуево входил в состав Гаинской волости, а в 1927 году — в состав Даниловского сельсовета. По данным переписи населения 1926 года, в деревне насчитывалось 51 хозяйство, проживало 212 человек (87 мужчин и 125 женщин). Преобладающая национальность — русские.
По данным на 1 июля 1963 года, в деревне проживало 129 человек. Населённый пункт входил в состав Даниловского сельсовета.